# 公孫喜
公孙喜（？—前293年），又稱犀武，戰国時期魏國将領。

## 生平
前301年，垂沙之战爆发，秦派庶长奂、齐派匡章、魏派公孙喜、韩派暴鸢四国联合进攻楚国方城（今河南省南阳市方城县），楚国大败，主将唐眜被杀。
前294年，秦國左庶長白起攻克韓國新城（今河南省伊川縣西南）。前293年，白起因功升为左更。韓、魏兩國联军以公孫喜為主帥，率联军在伊阙（今河南省洛阳市龙门街道）与秦军交战。秦军大胜，斩首24万，公孙喜被俘后遭处决，秦军乘胜夺五城。